# Grammy Awards 2010
La 52ª edizione dei Grammy Awards si è svolta il 31 gennaio 2010 allo Staples Center di Los Angeles.
Beyoncé è stata la più premiata dell'edizione con sei premi vinti e dieci nomination. Taylor Swift è riuscita a vincere quattro premi, diventando così l'artista più giovane ad aver vinto ai Grammy nella categoria album dell'anno.

## Esibizioni
In questa edizione ci sono state quattordici performance e un tributo a Michael Jackson scomparso l'anno precedente, eseguito da Carrie Underwood, Jennifer Hudson, Céline Dion, Smokey Robinson e Usher che si sono esibiti in Earth Song. Le altre performance avvenute durante la serata sono:
- Lady Gaga si è esibita in Poker Face e in un medley di Speechless e Your Song di Elton John, eseguito al pianoforte insieme al cantante inglese.
- Taylor Swift si è esibita in Today Was a Fairytale, e in un medley di Rhiannon e You Belong with Me cantato insieme a Stevie Nicks.

## Vincitori e candidati

### Categorie principali

#### Registrazione dell'anno
- Use Somebody - Kings of Leon; Jacquire King e Angelo Petraglia (produttori); Jacquire King (ingegnere/mixers)
- Halo - Beyoncé; Beyoncé Knowles e Ryan Tedder (produttori); Jim Caruana, Mark "Spike" Stent e Ryan Tedder (ingegneri/mixers)
- I Gotta Feeling - The Black Eyed Peas; David Guetta e Frederick Riesterer (produttori); will.i.am, Dylan "3-D" Dresdow e Padraic "Padlock" Kerin (ingegneri/mixers)
- Poker Face - Lady Gaga; RedOne (produttore); Robert Orton, RedOne e Dave Russell (ingegneri/mixers)
- You Belong with Me - Taylor Swift; Nathan Chapman e Taylor Swift (produttori); Chad Carlson e Justin Niebank (ingegneri/mixers)

#### Canzone dell'anno
- Single Ladies (Put a Ring on It), scritta da Kuk Harrell, Beyoncé, Terius Nash e Christopher Stewart, cantata da Beyoncé
- Poker Face scritta da Lady Gaga e RedOne, cantata da Lady Gaga
- Pretty Wings scritta da Hot David e Maxwell e cantata da Maxwell
- Use Somebody scritta da Caleb Followill, Jared Followill, Matthew Followill & Nathan Followill e cantata dai Kings of Leon
- You Belong with Me, scritta da Liz Rose e Taylor Swift, cantata da Taylor Swift

#### Miglior artista esordiente
- Zac Brown Band
- Keri Hilson
- MGMT
- Silversun Pickups
- The Ting Tings

#### Album dell'anno
- Fearless - Taylor Swift
- I Am... Sasha Fierce - Beyoncé
- The E.N.D. - The Black Eyed Peas
- The Fame - Lady Gaga
- Big Whiskey and the GrooGrux King - Dave Matthews Band

### Alternativa

#### Miglior album di musica alternativa
- Wolfgang Amadeus Phoenix - Phoenix
- Everything That Happens Will Happen Today - David Byrne e Brian Eno
- The Open Door EP - Death Cab for Cutie
- Sounds of the Universe - Depeche Mode
- It's Blitz! - Yeah Yeah Yeahs

### Pop

#### Miglior album pop vocale
- The E.N.D. - The Black Eyed Peas
- Breakthrough - Colbie Caillat
- All I Ever Wanted - Kelly Clarkson
- The Fray - The Fray
- Funhouse - Pink

#### Miglior interpretazione vocale pop femminile
- Beyoncé - Halo
- Adele - Hometown Glory
- Katy Perry - Hot n Cold
- Pink - Sober
- Taylor Swift - You Belong with Me

#### Miglior interpretazione vocale pop maschile
- Jason Mraz - Make It Mine
- John Legend - This Time
- Maxwell - Love You
- Seal - If You Don't Know Me by Now
- Stevie Wonder - All About the Love Again

#### Miglior interpretazione vocale pop di gruppo
- Black Eyed Peas - I Gotta Feeling
- Bon Jovi - We Weren't Born to Follow
- The Fray - Never Say Never
- Daryl Hall e John Oates - Sara Smile
- MGMT - Kids

#### Miglior collaborazione vocale pop
- Jason Mraz & Colbie Caillat - Lucky
- Rosanne Cash e Bruce Springsteen – Sea of Heartbreak
- Ciara e Justin Timberlake – Love Sex Magic
- Willie Nelson e Norah Jones – Baby, It's Cold Outside
- Taylor Swift e Colbie Caillat – Breathe

### Rock

#### Miglior canzone rock
- Use Somebody, scritta da Kings of Leon, cantata da Kings of Leon
- 21 Guns, scritta da Billie Joe Armstrong, Mike Dirnt e Tré Cool, cantata da Green Day
- The Fixer, scritta da Matt Cameron, Stone Gossard, Mike McCready ed Eddie Vedder, cantata da Pearl Jam
- Working on a Dream, scritta da Bruce Springsteen, cantata da Bruce Springsteen
- I'll Go Crazy If I Don't Go Crazy Tonight, scritta da Bono, Adam Clayton, The Edge e Larry Mullen, cantata da U2

#### Miglior album rock
- 21st Century Breakdown - Green Day
- Black Ice - AC/DC
- Live from Madison Square Garden - Eric Clapton e Steve Winwood
- Big Whiskey and the GrooGrux King - Dave Matthews Band
- No Line on the Horizon - U2

#### Miglior interpretazione vocale rock solista
- Bruce Springsteen - Working on a Dream
- Bob Dylan – Beyond Here Lies Nothin'
- John Fogerty – Change in the Weather
- Prince – Dreamer
- Neil Young – Fork in the Road

#### Miglior interpretazione rock di un duo o un gruppo
- Kings of Leon - Use Somebody
- Eric Clapton e Steve Winwood – Can't Find My Way Home
- Coldplay – Life in Technicolor ii
- Green Day – 21 Guns
- U2 – I'll Go Crazy If I Don't Go Crazy Tonight

#### Miglior interpretazione hard rock
- AC/DC - War Machine
- Alice in Chains - Check My Brain
- Linkin Park - What I've Done
- Metallica - The Unforgiven III
- Nickelback - Burn It to the Ground

#### Miglior interpretazione metal
- Judas Priest - Dissident Aggressor (Live)
- Lamb of God – Set to Fail
- Megadeth – Head Crusher
- Ministry – Señor Peligro (live)
- Slayer – Hate Worldwide

### Country

#### Miglior album country
- Taylor Swift - Fearless
- Zac Brown Band - The Foundation
- George Strait - twang
- Keith Urban - Defying Gravity
- Lee Ann Womack - Call Me Crazy

### Dance/Elettronica

#### Miglior album dance/elettronico
- The Fame - Lady Gaga
- Divided by Night - The Crystal Method
- One Love - David Guetta
- Party Rock - LMFAO
- Yes - Pet Shop Boys

#### Miglior registrazione dance
- Poker Face - Lady Gaga
- When Love Takes Over - David Guetta e Kelly Rowland
- Celebration - Madonna
- Womanizer - Britney Spears
- Boom Boom Pow - The Black Eyed Peas

### New Age

#### Miglior album new age
- Prayer for Compassion - David Darling
- Faith - Jim Brickman
- Laserium for the Soul - Henta
- In a Dream - Peter Kater, Dominic Miller, Kenny Loggins e Jaques Morelenbaum
- Impressions of the West Lake - Kitarō

### Reggae

#### Miglior album reggae
- Mind Control – Acoustic - Stephen Marley
- Rasta Got Soul - Buju Banton
- Brand New Me - Gregory Isaacs
- Awake - Julian Marley
- Imperial Blaze - Sean Paul

### R&B

#### Miglior album R&B Contemporary
- Beyoncé - I Am... Sasha Fierce
- Jamie Foxx - Intuition
- Pleasure P - The Introduction of Marcus Cooper
- Trey Songz - Ready
- T-Pain - Thr33 Ringz

##### Miglior canzone R&B
- Single Ladies (Put a Ring on It), scritta da Taddis Harrell, Beyoncé, Terius Nash e Christopher Stewart, eseguita da Beyoncé
- Blame It, scritta da James T. Brown, John Conte Jr., Jamie Foxx, Christopher Henderson, Brandon R. Melanchon, Breyon Prescott, T-Pain e Nathan L. Walker, eseguita da Jamie Foxx ft. T-Pain
- Lions, Tigers & Bears, scritta da Salaam Remi e Jazmine Sullivan, eseguita da Jazmine Sullivan
- Pretty Wings, scritta da Hod David e Maxwell, eseguita da Maxwell
- Under, scritta da Tank, L. Bereal, Pleasure P, A. Dixon, J. Franklin, T. Jones, R. New e K. Stephens, eseguita da Pleasure P

##### Miglior album R&B
- BLACKsummers'night - Maxwell
- The Point of It All - Anthony Hamilton
- Testimony: Vol. 2, Love & Politics - India.Arie
- Turn Me Loose - Ledisi
- Uncle Charlie - Charlie Wilson

### Rap

#### Miglior album rap
- Relapse - Eminem
- Universal Mind Control - Common
- R.O.O.T.S. - Flo Rida
- The Ecstatic - Mos Def
- The Renaissance - Q-Tip

#### Miglior canzone rap
- Run This Town, scritta da Jay-Z, Rihanna, Makeba Riddick, Kanye West ed No I.D., cantata da Jay-Z, Rihanna e Kanye West
- Best I Ever Had, scritta da Lil Wayne, Aubrey Drake Graham e Boi-1da, cantata da Drake
- Day 'n' Nite, scritta da Kid Cudi ed Dot da Genius, cantata da Kid Cudi
- Dead and Gone, scritta da T.I. e Justin Timberlake, cantata da T.I. ft. Justin Timberlake
- D.O.A. (Death of Auto-Tune), scritta da Jay-Z ed No I.D., cantata da Jay-Z

#### Miglior collaborazione rap
- Jay-Z feat. Rihanna e Kanye West – Run This Town
- Beyoncé feat. Kanye West – Ego
- Keri Hilson feat. Kanye West e Ne-Yo – Knock You Down
- The Lonely Island feat. T-Pain – I'm on a Boat
- T.I. feat. Justin Timberlake – Dead and Gone

#### Miglior interpretazione rap solista
- Jay-Z - D.O.A. (Death of Auto-Tune)
- Eminem – Beautiful
- Drake – Best I Ever Had
- Kid Cudi – Day 'n' Nite
- Mos Def – Casa Bey

### Produzione

#### Produttore dell'anno, non classico
- Brendan O'Brien
- T-Bone Burnett
- Ethan Johns
- Larry Klein
- Greg Kurstin

#### Miglior composizione remixata, non classica
- "When Love Takes Over (Electro Extended Remix)" - David Guetta
- "Don't Believe in Love (Dennis Ferrer Objektivity Mix)" - Dennis Ferrer
- "The Girl and the Robot (Jean Elan Remix)" - Jean Elan
- "I Want You (Dave Audé Remix)" - Dave Audé
- "No You Girls (Trentemoller Remix)" - Anders Trentemøller

### Videoclip/Film

#### Miglior videoclip
- Boom Boom Pow - Black Eyed Peas; Mark Kudsi & Mathew Cullen (registi); Javier Jimenez, Anna Joseph & Patrick Nugent (produttori)
- Mr. Hurricane - Beast
- Life in Technicolor ii - Coldplay
- Wrong - Depeche Mode
- Her Morning Elegance - Oren Lavie